# Panzer III
Panzerkampfwagen III (abreviat PzKpfw III), cunoscut ca Panzer III a fost un tanc dezvoltat de Germania nazistă și utilizat pe scară mare în al Doilea Război Mondial. A fost proiectat inițial pentru luptele dintre tancuri și a fost folosit alături de Panzer IV (proiectat pentru a sprijini infanteria). Cu toate acestea, când germanii au întâlnit pe front tancurile sovietice T-34, introducerea unor tunuri antitanc mai puternice a fost necesară. Fiindcă pe Panzer IV se putea monta un tun de calibru mai mare, rolul acestor două modele de tancuri s-a inversat. Pe Panzer IV a fost montat puternicul tun antitanc 7,5 cm KwK 40 și acesta a fost folosit ulterior pentru luptele dintre tancuri, fiind principalul tanc de luptă al armatei germane. Panzer III a devenit rapid un model depășit, fiind înlocuit de Panzer IV în unitățile blindate, iar spre finalul producției au apărut modele dotate cu tunul scurt de 7,5 cm KwK 37 L/24, menite a sprijini infanteria. Producția tancului Panzer III a fost oprită în 1943. Cu toate acestea, șasiul excelent al acestui tanc a fost folosit pentru fabricarea autotunurilor StuG III până la sfârșitul războiului.

## Proiectare

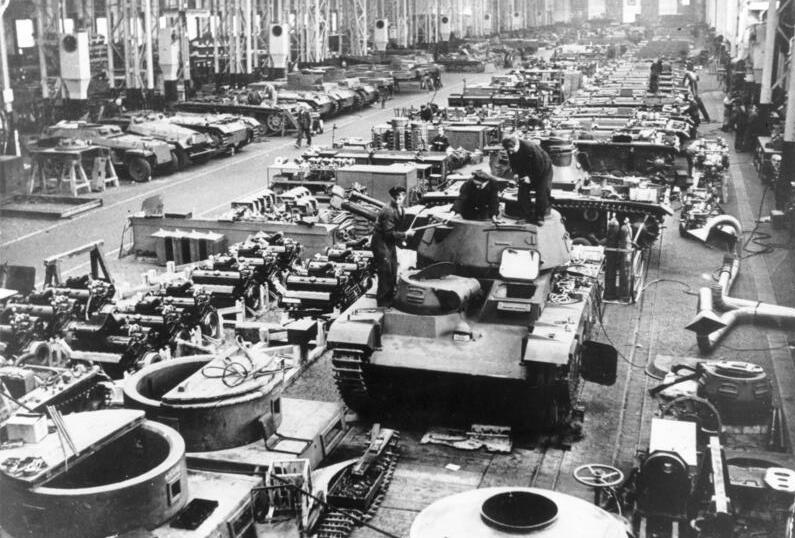
Linie de asamblare a tancurilor Panzer III

Pe 11 ianuarie 1934, după specificațiile cerute de Heinz Guderian, armata germană a cerut prototipuri pentru un tanc mediu de luptă. Acesta trebuia să aibă cel mult 24 de tone și o viteză maximă de 35 km/h. Vehiculul blindat de luptă trebuia să fie principalul tanc al diviziilor Panzer, capabil să atace și să distrugă tancurile inamice.
Daimler-Benz, Krupp, MAN și Rheinmetall au venit cu prototipuri. Testarea acestora a avut loc între anii 1936 și 1937, câștigătorul fiind Daimler-Benz. Primul model de Panzer III, varianta Ausf. A a fost produs în mai 1937. Zece tancuri au fost produse în 1937, două fiind neînarmate. Producția în masă de Panzer III Ausf. F a început în 1939.
Între anii 1937 și 1940 au fost luate mai multe măsuri pentru ca cele 2 tancuri medii ale Armatei (Panzer IV, produs de Krupp, și Panzer III, produs de Daimler-Benz) să aibă piese comune. Standardizarea era în interesul Armatei, producția fiind sporită.
Panzer III, alături de tancul greu rusesc KV-1, a fost printre primele tancuri din lume care au utilizat suspensia cu arcuri cu foi. De la varianta Ausf. A până la varianta Ausf. D a fost folosită suspensia cu arcuri elicoidale, însă de la varianta Ausf. F s-a folosit suspensia cu arcuri cu foi. O mare parte a timpului alocat proiectării acestui tanc a fost consumată cu găsirea unei suspensii potrivite.
Panzer III se voia a fi principalul tanc de luptă al armatei germane. Acesta era mult superior altor tancuri contemporane, fiindcă avea o turelă proiectată pentru 3 oameni. Acest detaliu a îmbunătățit eficacitatea în luptă considerabil. Cu toate acestea, când Panzer III a întâlnit pe frontul de est tancul mediu T-34 și tancul greu KV-1, tancul german era clar depășit la capitolul blindaj și armament. Pentru a contracara aceste dezavantaje, tunul a fost îmbunătățit (la calibrul 50 mm), iar blindajul tancului a fost mărit. Măsurile nu s-au dovedit a fi eficiente în totalitate. Drept urmare, introducerea tunurilor autopropulsate și înlocuirea tunului de pe Panzer IV a fost necesară.
În 1942, versiunea finală a tancului, varianta Ausf. N, a fost produsă. Aceasta era echipată cu tunul KwK 37 L/24, menit a fi folosit în sprijinul infanteriei. Tancul era echipat însă și cu proiectile antitanc avansate care puteau perfora 70–100 mm de blindaj, însă aceste proiectile erau folosite strict pentru autoapărare.

### Blindaj

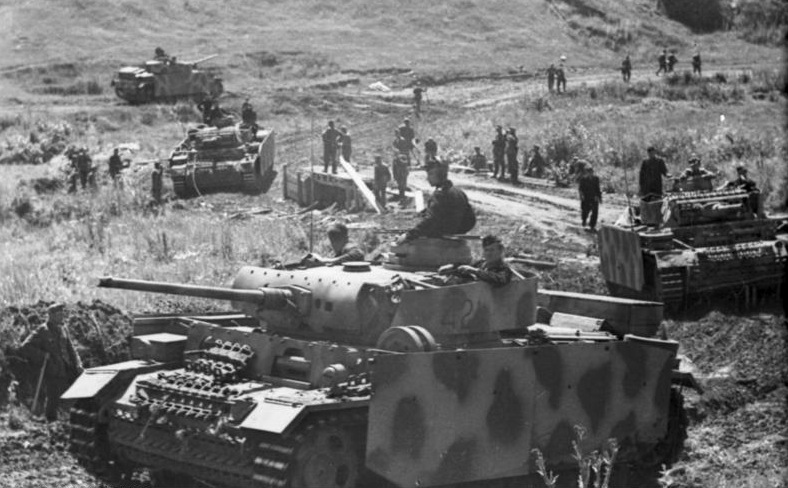
Panzer III dotate cu scuturi laterale pentru șenile și turelă. În partea frontală a șasiului erau fixate bucăți de șenilă pentru protecție suplimentară.

De la varianta Ausf. A până la varianta Ausf. C, blindajul era următorul: 15 mm în lateral și față-spate, 10 mm plafon și 5 mm pentru podea. Acest blindaj s-a dovedit a fi insuficient pentru câmpul de luptă. Blindajul a fost mărit la 30 mm în față, lateral și spate la modelele Ausf. D, E, F, G. Modelul Ausf. H avea încă 30 mm de blindaj în față și în spate. Varianta Ausf. J avea 50 mm de blindaj în față și în spate, iar modelele Ausf. J¹, L și M aveau un blindaj suplimentare de 20 de mm în partea frontală și pentru turelă. Aceste îmbunătățiri au făcut ca Panzer III să fie protejat frontal de majoritatea armelor antitanc, cu excepția proiectilelor trase de la distanță mică. În lateral, tancul era vulnerabil la focul tunurilor antitanc, iar de la distanță mică putea fi atacat cu succes chiar și de puștile antitanc ale infanteriei.
Începând cu anul 1943, tancurile Panzer III au fost echipate cu scuturi laterale de protecție pentru șenile și turelă. Acestea aveau o grosime de 5 mm și erau denumite Schürzen. Scuturile laterale erau montate pentru a proteja tancul de proiectilele perforante cumulative (HEAT). Tot în scopul măririi rezistenței la proiectilele antitanc, bucăți de șenilă erau montate frontal. Cimentul antimagnetic Zimmerit a fost aplicat pe unele tancuri până în luna septembrie a anului 1944.

### Armament
Panzer III a fost proiectat special pentru luptele dintre tancuri; din acest motiv, tunul inițial trebuia să fie de calibrul 50 mm, turela fiind proiectată ca atare. Infanteria era echipată însă cu tunuri anticar PaK 36 de 37 mm. În interesul standardizării, conducerea armatei germane a decis ca tancurile să fie echipate cu tunuri de același calibru.
De la varianta Ausf. A până la variantele inițiale ale Ausf. F, tancul a fost echipat cu tunul antitanc de 3,7 cm KwK 36 L/46.5. Acesta s-a dovedit a fi suficient în campania din 1939 și 1940. De la Ausf. F până la Ausf. J, tunul de 5 cm KwK 38 L/42 a fost folosit. Acesta era totuși insuficient, astfel că de la modelul Ausf. J¹ până la Ausf. M tunul de 5 cm KwK 39 L/60 a fost ales pentru că adversarii foloseau tancuri mai bine înarmate și blindate.

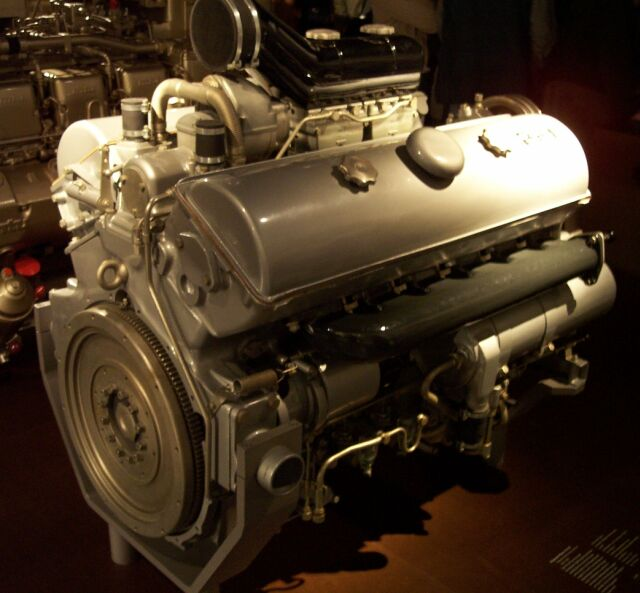
Motorul Maybach HL 120 TRM

În 1942, Panzer IV a fost ales drept principalul tanc de luptă al armatei germane fiindcă putea fi modernizat mai ușor. Panzer III a rămas în producție ca tanc de sprijin. Varianta Ausf. N era înarmată cu un tun scurt 7,5 cm KwK 37 L/24, potrivit pentru sprijinul infateriei. Același tip de tun fusese folosit de modelul Panzer IV de la varianta Ausf. A până la varianta Ausf. F. Multe din aceste tunuri proveneau chiar de la variantele tancului Panzer IV pe care armata a decis să le îmbunătățească cu tunuri lungi de 7,5 cm.
Toate variantele până la Ausf. F inclusiv aveau 2 mitraliere MG-34 de calibrul 7,92 mm montate coaxial lângă tun, precum și o mitralieră de același tip montată în dreapta mecanicului conductor, în carcasa blindată, manevrată de radistul tancului. De la modelul Ausf. G până la modelul final, s-a folosit o singură mitralieră Maschinengewehr 34 montată coaxial și o mitralieră MG-34 montată în carcasa blindată.

### Mobilitate
De la varianta Ausf. A până la varianta Ausf. C, tancul era echipat cu un motor Maybach cu 12 cilindri HL 108 TR (183,87 kW) ce furniza o viteză maximă de 32 km/h și o autonomie de 150 km. Toate modelele ulterioare au fost echipate cu motorul Maybach HL 120 TRM (220,65 kW). Viteza maximă varia în funcție de transmisie și de greutate (blindaj), însă era în general de 40 km/h. Autonomia era de 155 km.

## Utilizare

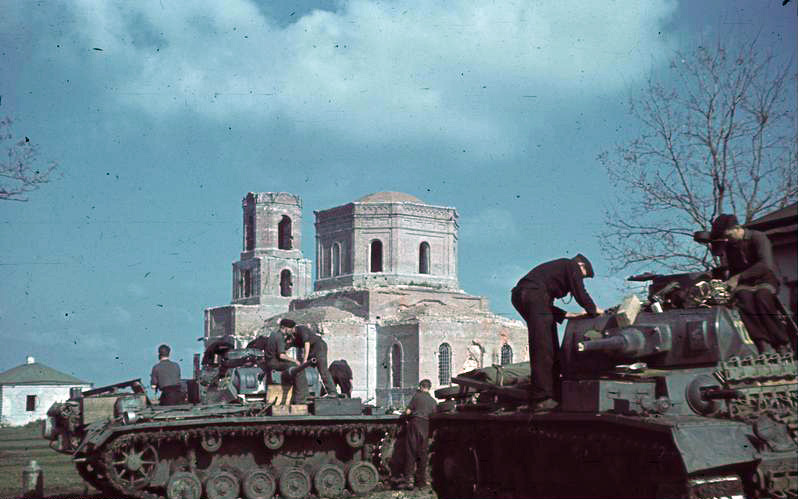
Tancuri Panzer III pe Frontul de Răsărit în 1942, lângă Poltava.

Panzer III a fost utilizat în Invadarea Poloniei, în Bătălia Franței, în Campania din Balcani, pe Frontul de Răsărit, pe Frontul de Vest, în Africa de Nord și Italia. Cateva încă mai erau folosite în 1944 în Normandia și la Arnhem.
În campania din Polonia și din Franța, Panzer III a reprezentat o mică parte a diviziilor blindate Panzer. Câteva sute de modele de la Ausf. A până la Ausf. F erau atunci în dotarea armatei germane, majoritatea echipate cu tunul de calibru 3,7 cm. Aceste tancuri erau cele mai bune tancuri medii ale Germaniei naziste.
La începutul Operațiunii Barbarossa, Panzer III era cel mai numeros tanc german mediu și cel mai important din armata germană, totodată. Majoritatea acestor tancuri erau echipate cu tunul de 5 cm KwK L/42. Inițial, Panzer III, un model destinat distrugerii tancurilor inamice, era depășit evident de tancurile sovietice medii T-34 și grele KV-1. Totuși, cele mai numeroase tancuri din Armata Roșie erau cele ușoare T-26 și tancurile rapide BT. Acest factor, împreună cu tactica superioară a germanilor, antrenamentul tanchiștilor și ergonomia tancului a făcut ca Panzer III să-și îndeplinească cu succes rolul în 1941.
Odată ce tancurile T-34 și KV-1 au apărut în număr suficient, înarmarea Panzer III cu tunuri de calibrul 5 cm a fost prioritară. T-34 a rămas invulnerabil la atacurile frontale până când tunul de calibrul 5 cm KwK 39 cu țeavă lungă a fost introdus la modelul Ausf. J¹ în primăvara anului 1942. Acesta putea perfora blindajul frontal al tancului sovietic T-34 la distanțe de până la 500 m. Împotriva tancului greu sovietic KV-1, Panzer III era o amenințare doar dacă era dotat cu proiectile de mare viteză din wolfram. În plus, pentru că tancul era încă vulnerabil la atacul puștilor antitanc ale infanteriei, de la modelul Ausf. L până la final, Panzer III a fost dotat cu scuturi laterale de protecție în jurul șasiului și turelei. Cu toate acestea, din cauza dotării tancului mediu Panzer IV cu tunul de mare viteză de 7,5 cm și a îmbunătățirii blindajului acestuia, Panzer III a fost folosit ca tanc de sprijin, în special după bătălia de la Kursk. Panzer IV și Panzer V Panther au devenit tancurile de luptă principale ale armatei germane, în dauna lui Panzer III, a cărui producție a încetat în 1943.
Panzer III a fost proiectat foarte bine, în sensul că avea o turelă de 3 persoane (ochitor, încărcător și comandant). Astfel, comandantul tancului era liber să se ocupe de dirijarea tancului și de menținerea unei tactici de luptă. Deși alte tancuri medii aveau o turelă proiectată asemănător, majoritatea tancurilor contemporane cu Panzer III aveau o turelă care nu putea acomoda 3 persoane. Avantajul unui comandant în tanc s-a dovedit a fi esențial în tactica germană de folosire a diviziilor blindate Panzer. Astfel, Panzer III era în realitate pe câmpul de luptă mult superior unor tancuri mai bine dotate, care aveau însă 2 tanchiști în turelă, sau chiar unul singur, cum era cazul modelului francez Somua S-35.
Șasiul folosit la producția Panzer III era excelent proiectat, fiind folosit la construcția tunului de asalt Sturmgeschütz III, care s-a dovedit a fi și unul dintre cele mai bune autotunuri din cel de-al Doilea Război Mondial.

## Utilizare în România
12 tancuri Panzer III au fost livrate Armatei Române în toamna anului 1942. Acestea erau modelul Ausf. N, fiind vopsite în culoarea kaki. Tancurile erau denumite oficial T3 (sau T-III) de către armată și au fost inscripționate atât cu crucea germană, cât și cu „Crucea Mihai” pentru a evita confuzia în rândul armatelor Axei. Aproape toate tancurile T3 au fost pierdute în cursul bătăliilor de la Stalingrad și Cotul Donului, cu excepția unui singur tanc. Un alt exemplar a fost păstrat la Târgoviște, pentru instrucție. Acest tip de tanc nu a mai fost livrat de către germani Armatei Române, fiind considerat depășit. Cele două tancuri T3 au fost alocate ulterior Grupului Mixt Care de Luptă Cantemir, format pe 24 februarie 1944, fiind pierdute în cursul luptelor pentru apărarea Transnistriei.

## Variante
- Panzer III Ausf. A, B, C, D - Variantele inițiale din perioada 1937-1938. 75 de tancuri fabricate.
- Panzer III Ausf. E, F - Modele produse între 1939-1940. Echipate cu tunuri de 3,7 cm KwK 36 L/46.5 (ulterior 5 cm KwK 38 L/42). 531 de tancuri fabricate.
- Panzer III Ausf. G - Blindaj frontal mărit. Dotate cu tunul de 5 cm KwK 38 L/42. 600 de tancuri fabricate între 1940-1941.
- Panzer III Ausf. H - Modificări minore. Avea un blindaj suplimentare fixat prin placare (cu bolțuri), adăugat în față și în spate (30 mm + placă de 30 mm ). 308 tancuri fabricate între 1940-1941.
- Panzer III Ausf. I - Variantă menționată în rapoartele Aliaților, însă inexistentă în realitate.
- Panzer III Ausf. J - Șasiu mai lung. Blindajul frontal a fost mărit la 50 mm. 482 fabricate în 1941.
- Panzer III Ausf. J¹ - Echipate cu tunul mai lung și mai puternic de 5 cm KwK 39 L/60. 1067 fabricate la sfârșitul lui 1941 până în prima jumătate a anului 1942.
- Panzer III Ausf. K - Panzerbefehlswagen tanc de comandă, cu turela modificată. Era echipat cu un tun, spre deosebire de celelalte variante de comandă ale Panzer III, care nu aveau decât un tun fals.
- Panzer III Ausf. L - Blindaj mărit: 50mm + placă de 20mm. 653 fabricate în 1942.
- Panzer III Ausf. M - Modificări minore. 250 fabricate între 1942-1943.
- Panzer III Ausf. N - Echipat cu un tun scurt de 7,5 cm KwK 37 L/24 , din cauza capacității acestui tun de a lansa proiectile speciale HEAT (cumulative). 700 de tancuri (variantele J/L/M) au fost transformate între anii 1942-1943.

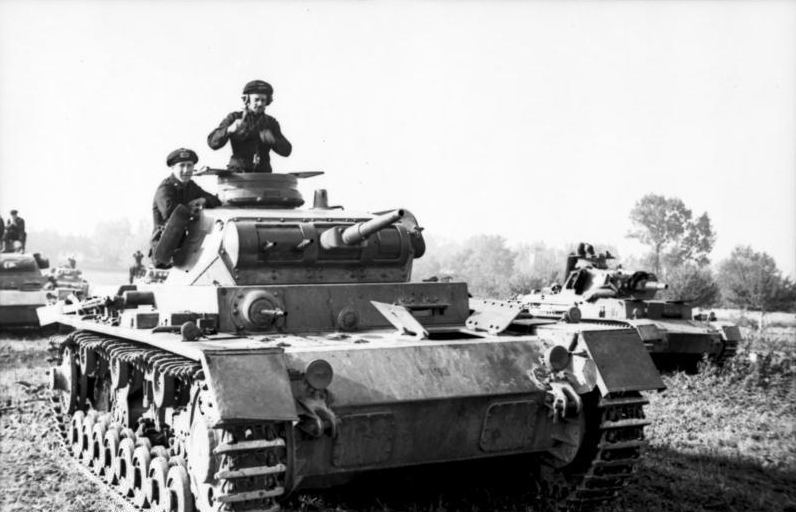
Ausf. D, Polonia (1939)
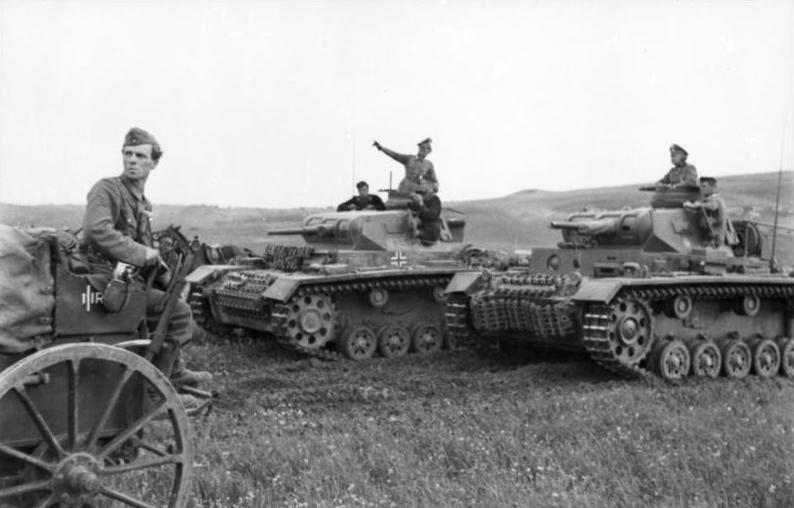
Ausf. E în Iugoslavia (1941)
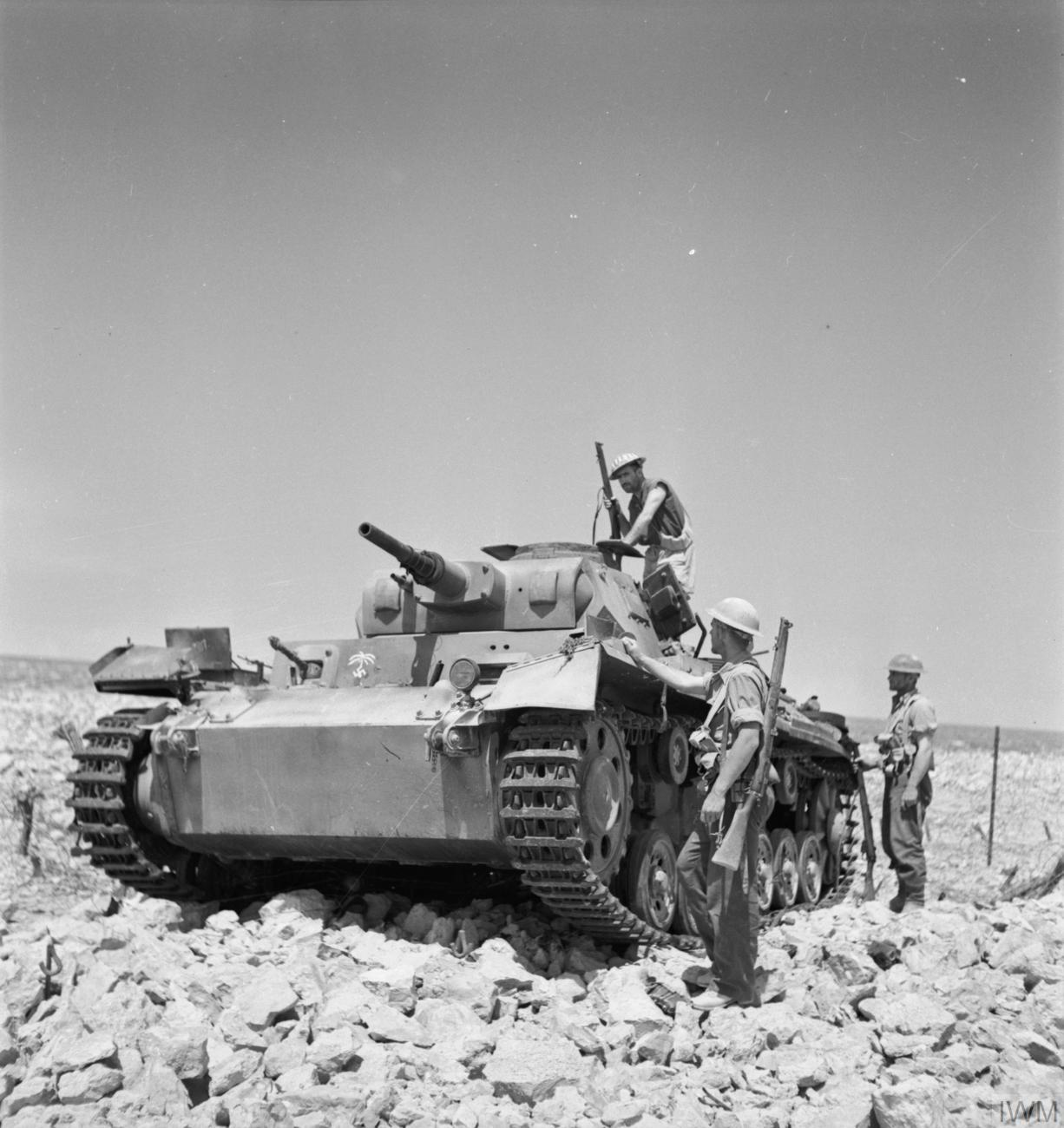
Ausf. G, capturat de soldații britanici în Africa de Nord (1941)
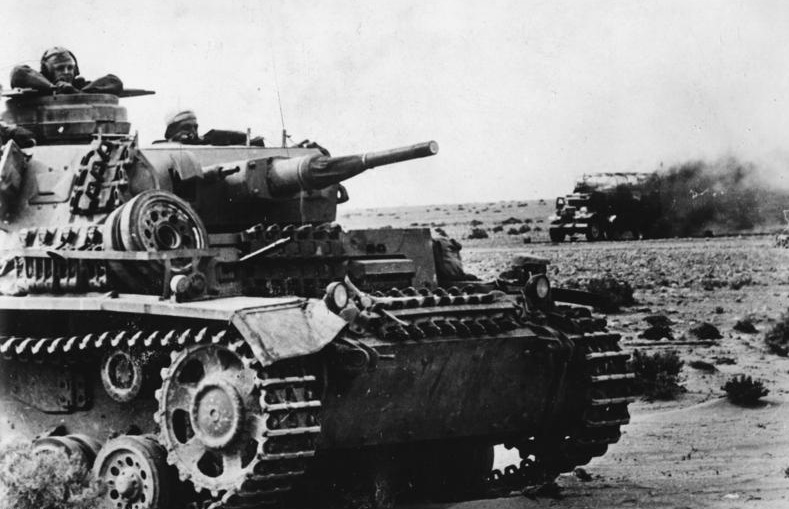
Ausf. H în Africa de Nord (1942)
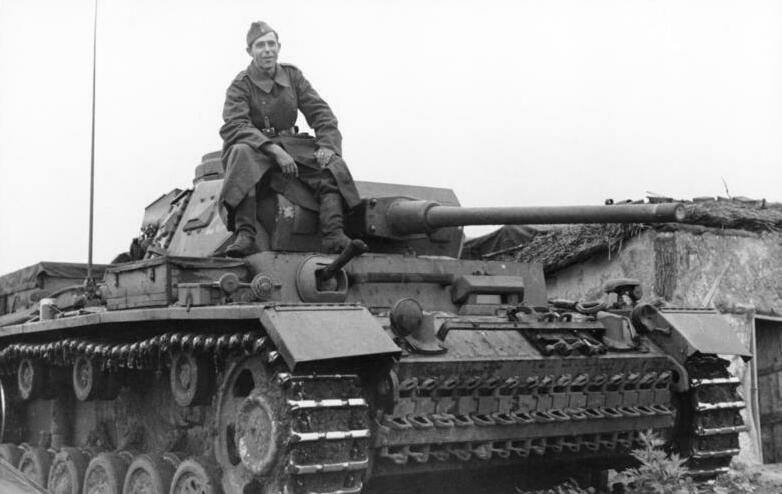
Ausf. J, URSS (1942)
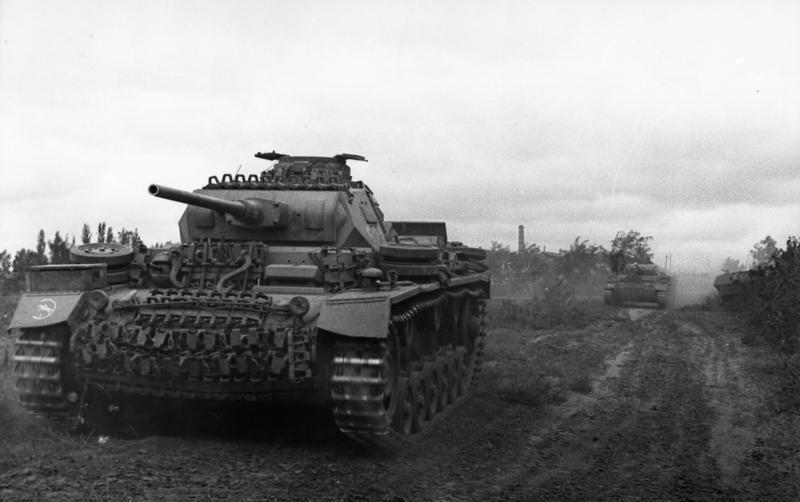
Ausf. J¹ lângă Stalingrad (1942)
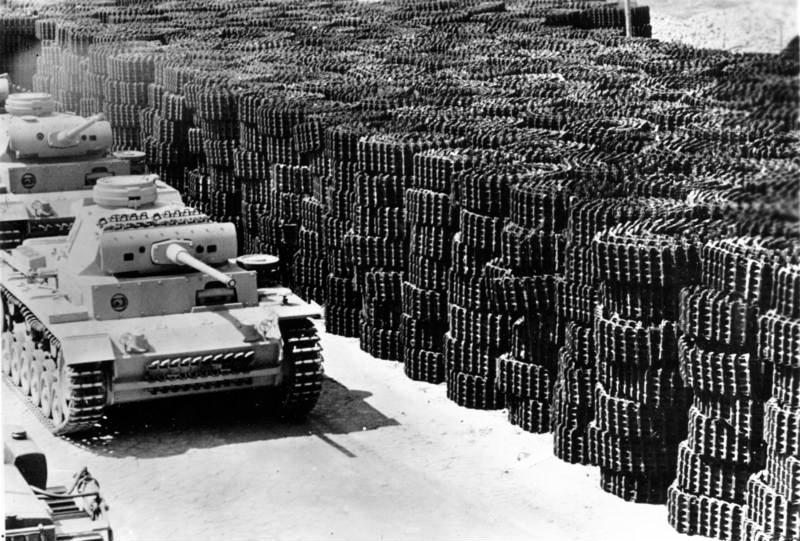
Ausf. L pe linia de producție (1942)
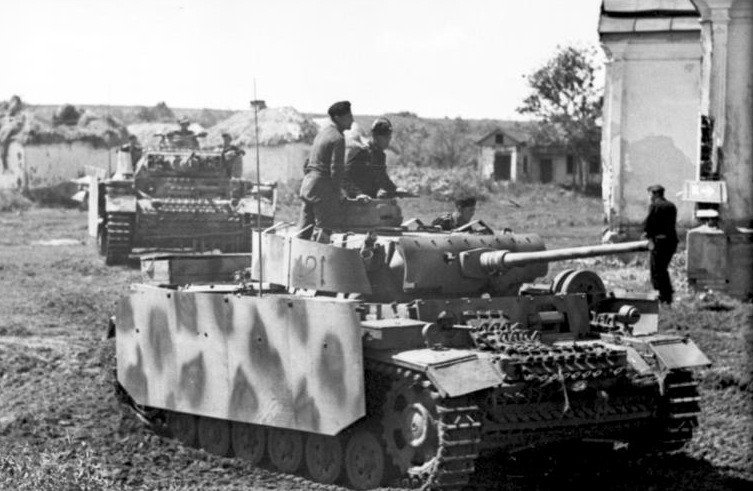
Ausf. M în sudul Rusiei (1943)

## Variante care foloseau șasiul tancului Panzer III
- Artillerie-Panzerbeobachtungswagen III - Tanc folosit pentru corectarea tirului artileriei. 262 au fost fabricate.
- Bergepanzer III - În 1944 câteva tancuri Panzer III au fost transformate în vehicule de tractare.
- Flammpanzer III Ausf. M / Panzer III (F1) - Varianta dotată cu un aruncător de flăcări. 100 transformate din Panzer III Ausf. M.
- Minenräumer III - Vehicul destinat deminării, dotat cu o suspensie mult mai ridicată (prototip).
- Panzerbefehlswagen III - Tanc de comandă. Blindaj mai mare, tun fals, dotat cu radio cu rază mare de acțiune.
- Sturm-Infanteriegeschütz 33B - Tun de asalt mobil. Echipat cu un tun de 15 cm sIG 33, 24 fabricate.
- Sturmgeschütz III - Tun de asalt/Vânător de tancuri echipat cu un tun de 75 mm StuK.
- Sturmhaubitze 42 - Tun de asalt dotat cu un obuzier de 105 mm.
- Su-76i - tun autopropulsat bazat pe șasiurile Panzer III și StuG III capturate de către Armata Roșie. 1200 de vehicule transformate de către sovietici. Dotate cu tunuri antitanc ZiS-5 de calibrul 76 mm. A nu se confunda cu seria SU-76.
- Tauchpanzer III - Câteva tancuri transformate pentru operațiuni amfibii special pentru Operațiunea Seelöwe (invazia Insulelor Britanice).

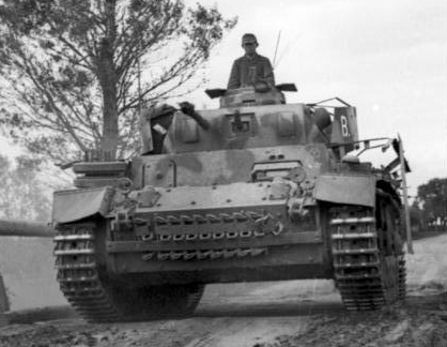
Panzerbeobachtungswagen III (1943)
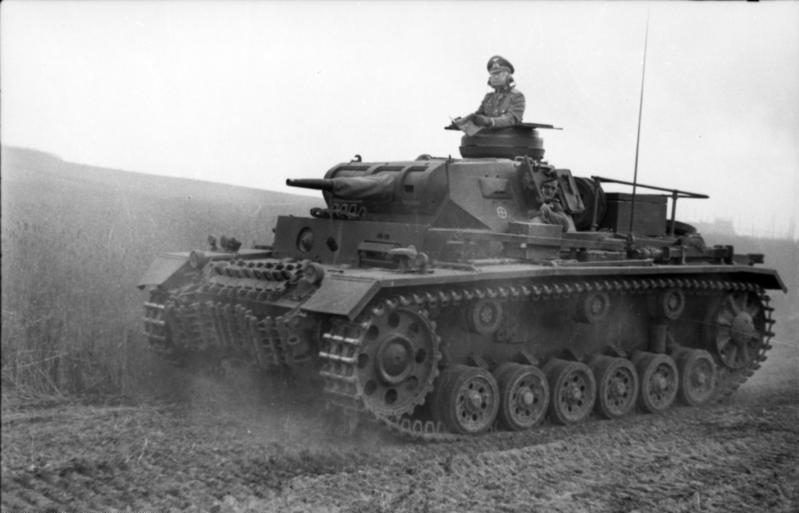
Panzerbefehlswagen, Iugoslavia (1941)
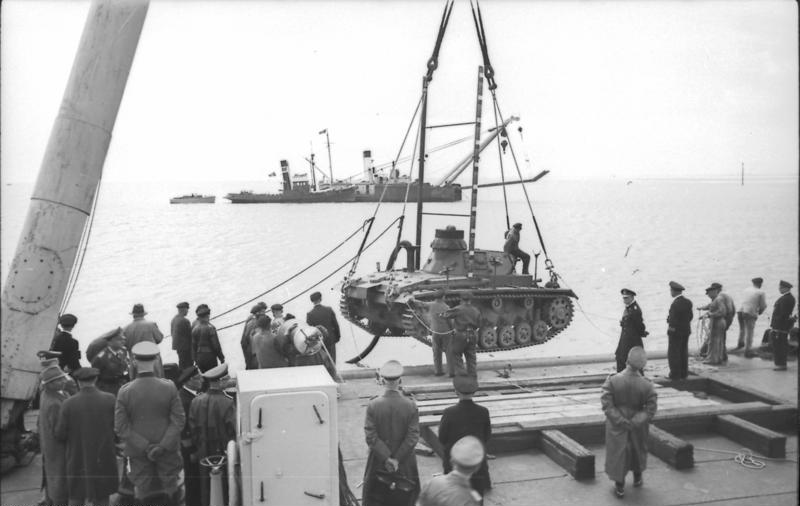
Tauchpanzer III în timpul testelor (1940)
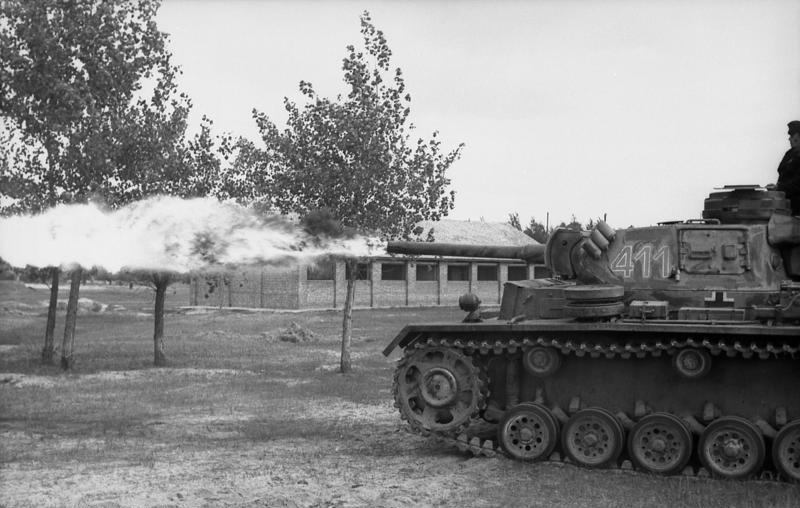
Flammpanzer III Ausf. M, URSS (1943)
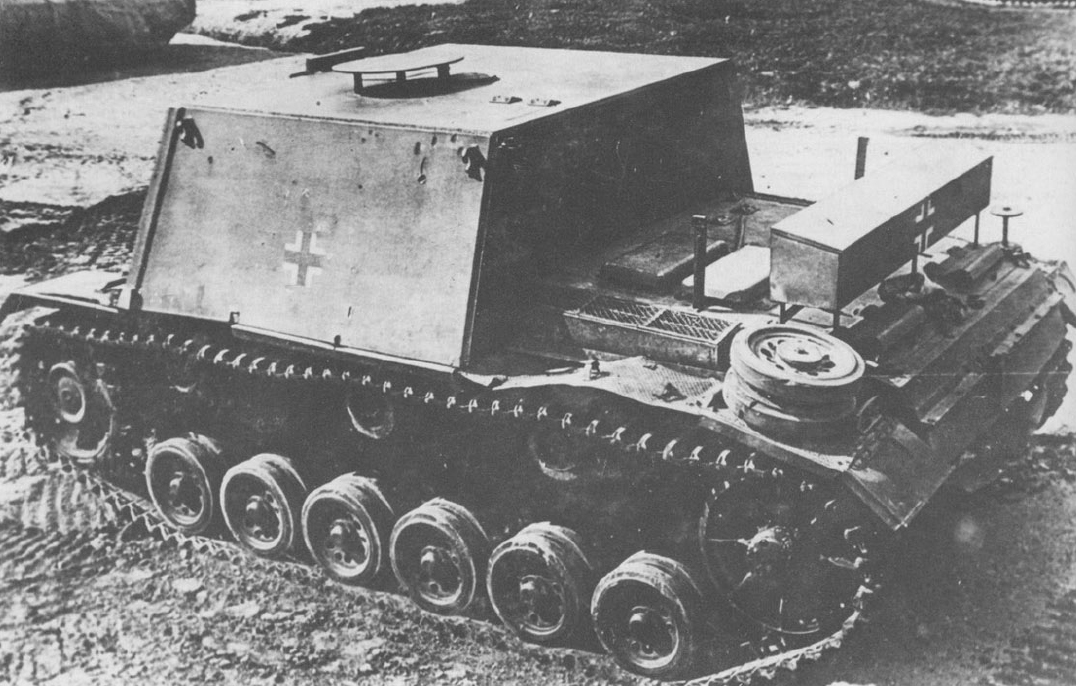
Sturm-Infanteriegeschütz 33B (1944)
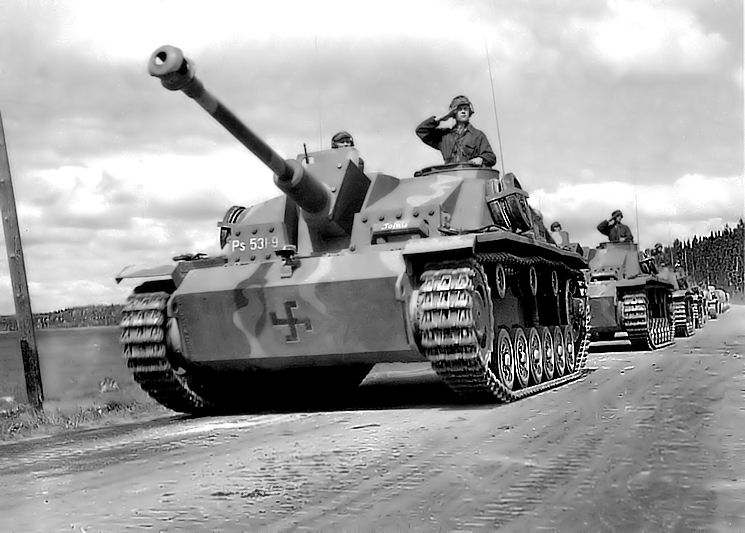
Tunuri de asalt Sturmgeschütz III aflate în dotarea armatei finlandeze (1943)
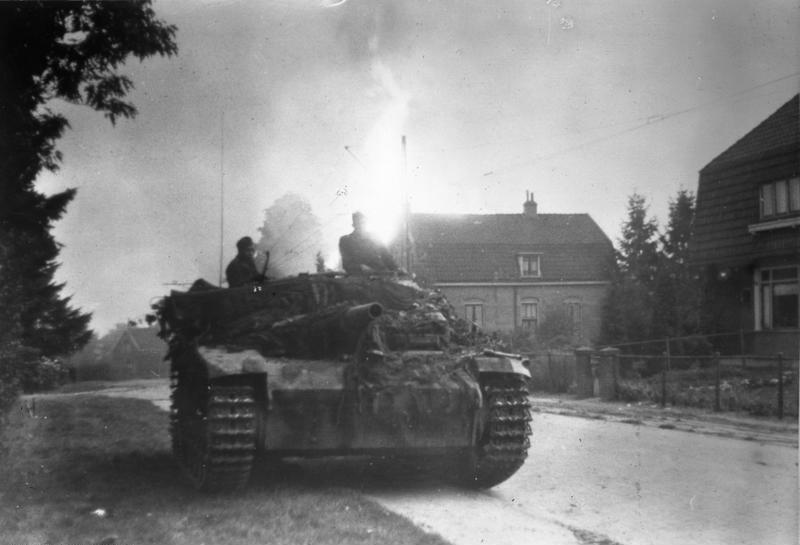
Sturmhaubitze 42 dotat cu un obuzier de 105 mm